# Semidi-eilanden
De Semidi-eilanden (Engels: Semidi Islands) vormen een eilandengroep in de Golf van Alaska, voor de kust van de Amerikaanse staat Alaska. De eilanden zijn deel van de Kodiak Island Borough en liggen ten zuidwesten van Kodiak. De grootste eilanden van de groep zijn Aghiyuk en Chowiet. De totale oppervlakte bedraagt 30,178 km² en de eilandengroep is onbewoond. 

## Wildernisgebied
De eilanden zijn sinds 1980 onderdeel van het Alaska Maritime National Wildlife Refuge. Daarvoor waren de eilanden een eigen wildreservaat: het Semidi National Wildlife Refuge. Het wildernisgebied van ongeveer 1.000 km² biedt leefruimte aan 2,4 miljoen vogels, bijna de helft van de broedende zeevogels van de Alaska Peninsula Unit, waaronder 370.000 gehoornde papegaaiduikers. De zeebodem rond de eilanden biedt tijdelijk leefgebied aan populaties zeeotters, zeeleeuwen, zeehonden, bruinvissen en walvissen.